# 辻伸夫
辻 伸夫（つじ のぶお、1959年3月16日 - ）は日本の作曲家、編曲家、シンセサイザー奏者、マニピュレーター。東京都出身。東海大学工学部卒業。元日本シンセサイザープロフェッショナルアーツ理事。元東邦音楽短期大学講師。別名義にmeguru。

## 来歴・略歴
冨田勲の『惑星』に感化されシンセサイザーと多重録音に興味を持つ。RolandのMC-4やアナログシンセサイザーを扱うことで様々なミュージシャンと交流を深め、元新●月の津田治彦が結成したPhonogenixをサポートする頃より音楽活動が本格化する。同時期に平行してムーンライダーズ傘下の（株）ハンマーに所属しシンセサイザー奏者、マニピュレーターとして多くのアーティスト作品に参加するようになる。CM、テレビ、映画、ゲーム作品への参加、電子楽器開発、音源制作にも携わる。後にヴァーゴ・ミュージックの所属となり、作曲、編曲、音楽プロデュース、イベント、展示会、美術館などの施設音楽、サウンドデザイン、インターネット関連コンテンツなどにも携わるようになる。
2007年よりインディーズレコードレーベル「Nautilus Records」主宰・代表。meguru名義でオリジナルCDをEDIT RECORDより「Swirl Word」、Nautilus Recordsより「Swirl Word II」をそれぞれ発表している。

## 主な作曲・編曲・サウンドデザイン
- ともさかりえ「頭のよくなるビデオ」
- ジュネーヴモーターショー向「三菱自動車工業GDIエンジン」CM
- レーザーディスク「Mt’Fuji」（サラウンド）
- フジテレビ「ムツゴロウの海の日スペシャル」
- 施設ゲーム・アトラクションライド「孫悟空」
- キヤノンバーチャルスコープ展示「ジェリーフィッシュ」
- 群馬県上野村地域振興センター内マルチ映像ムービー
- 「かっちゃんの冒険」
- 三菱みなとみらい技術館「フューチャーファクトリー」
- プロレスラー橋誠入場テーマ曲「Tengu」

## 主なレコーディング参加作品（アルバム）
- ムーンライダーズ「ANIMAL INDEX」
- 松尾清憲「Help! Help! Help!」
- マリーン「Just a woman」
- オールウェイズ「Always be true」
- ZELDA「黄金の時間」
- ZABADAK「ZABADAK-I」
- 小幡洋子「KEY OF GOLD」
- パール兄弟「未来はパール」
- ポータブル・ロック「Dance Volunteer」
- わかつきめぐみ「わかつきめぐみの宝船ワールド」
- 井上陽水「Negative」
- 白井良明「City of Love」
- 鳥山雄司「TRANSFUSION」
- 米米CLUB「5 1/2」
- T-SQUARE「NATURAL」
- PSY・S「SIGNAL」
- ふきのとう「Heartstrings」
- ダイアモンド☆ユカイ「ピエロの囁き」
- 槇原敬之「君は誰と幸せなあくびをしますか。」
- 中西俊博「Sailing on Strings」
- mitsuko「Propose」
- キングトーンズ「SOUL MATES」
- 斉藤和義「FIRE DOG」
- いしだ壱成「ピュール」
- 工藤順子「平日マチネー」
- 冨田勲「千年の恋 ひかる源氏物語」（劇場映画、サウンドトラック）